# Robertgurneya falklandiensis
Robertgurneya falklandiensis är en kräftdjursart som först beskrevs av Lang 1948.  Robertgurneya falklandiensis ingår i släktet Robertgurneya och familjen Diosaccidae. Inga underarter finns listade i Catalogue of Life.